# Bédar
Bédar és una localitat de la província d'Almeria, Andalusia.
L'any 2006 tenia 777 habitants. La seva extensió superficial és de 46 km² i té una densitat de 16,9 hab/km². Les seves coordenades geogràfiques són 37° 11′ N, 1° 58′ O. Està situada a una altitud de 404 metres i a 88 kilòmetres de la capital de la província, Almeria.

## Demografia
| 1996 | 1998 | 1999 | 2000 | 2001 | 2002 | 2003 | 2004 | 2005 |
| ---- | ---- | ---- | ---- | ---- | ---- | ---- | ---- | ---- |
| 552  | 550  | 566  | 572  | 597  | 632  | 668  | 732  | 777  |